# Siemion Korsakow
OŚW|4
Siemion Korsakow, w różnych źródłach jako: Semen Korsakow, Semen Korsakov, Simon Nicolaievitch von Korsakoff lub Iseman von Korsakoff, ros. Семён Николаевич Корсаков (ur. ok. 1788, zm. 1853) – pionier i propagator homeopatii na terenie Rosji, wynalazca metody sporządzania wysokich potencji homeopatycznych. Prekursor w dziedzinie zastosowania karty dziurkowanej w technice przetwarzania informacji.

## Życiorys

### Pochodzenie
Był właścicielem ziemskim, pochodził ze starej rodziny szlacheckiej, która w XIV wieku przeniosła się z Litwy do Moskwy. Jego ojciec był inżynierem wojskowym. Po przejściu na emeryturę mieszkał w swojej wsi – Tarusowo, położonej niedaleko od Moskwy. Jego syn – Mikołaj Siemionowicz Korsakow był wysokim urzędnikiem państwowym – generalnym gubernatorem w Syberii Wschodniej.

### Młodość
W latach 1812–1814, uczestniczył w wojnie obronnej przeciwko Napoleonowi, a następnie wraz z armią rosyjską dotarł do Paryża. Brał m.in. udział w bitwie nad Berezyną i bitwie pod Połockiem oraz oblężeniu Gdańska, za co został odznaczony medalem Pour le Mérite przez króla Prus. Za zasługi w wojnie przeciwko Napoleonowi, otrzymał także Order Świętej Anny II stopnia oraz Order św. Włodzimierza IV stopnia ze wstęgą.

### Maszyna i koncept sztucznej inteligencji Korsakowa
Po wojnie rozpoczął pracę w dziale statystycznym ministerstwa spraw wewnętrznych w Sankt Petersburgu. Najprawdopodobniej ta praca zainspirowała go do poszukiwania metod zmechanizowanego archiwizowania i przeszukiwania danych.
Siemion Korsakow, jako pierwszy, zastosował kartę dziurkowaną (wynalezioną przez Joseph Marie Jacquard w 1805, we Francji i użytą do sterowania maszynami tkackimi) w technice przetwarzania informacji, przed Babbage'em i Hollerithem. W tabulatorze Korsakowa dane były zapisywane i przechowywane na kartach dziurkowanych. Korsakow nie opatentował wynalezionej maszyny i udostępnił ją do użytku publicznego. W 1832 opublikował w Petersburgu książkę (w języku francuskim) pt. "Apercu d`un procede nouveau d`investigation au moyen de machines a comparer les idees", w której opisał idee prowadzące do konceptu sztucznej inteligencji, używając określenia "dodatkowe wzmacniacze naturalnej inteligencji", czym zapisał się w historii rosyjskiego oprogramowania komputerowego i technologii informacyjnej. Wynalazek oraz koncept Korsakowa nie spotkały się z akceptacją i zainteresowaniem ze względu na znikome zapotrzebowanie na techniki przechowywania i przetwarzania danych w owym czasie. Sam Korsakow dostrzegał olbrzymie możliwości w "zmechanizowaniu myśli". Skonstruowane urządzenia nazywał "machines intellectuelles" i przewidywał ich szybki rozwój w przyszłości.

### Pionier i propagator homeopatii
Siemion Korsakow żył w tym samym czasie co twórca homeopatii Samuel Hahnemann, z którym korespondował. Hahnemann cenił Korsakowa i jego idee dotyczące homeopatii, o czym świadczą zachowane w archiwum listy.
Nie był z wykształcenia lekarzem, lecz sam studiował dostępną wiedzę medyczną. Do 1829 zgłębiał i praktykował leczenie alopatyczne, lecz po zastosowaniu homeopatii w reumatyzmie, na który cierpiał, zwrócił się w kierunku homeopatii i następne lata życia poświęcił pracy na rzecz rozwoju tej dziedziny wiedzy. Udzielał porad leczniczych swoim znajomym, rodzinie oraz okolicznym chłopom i każdemu chętnemu.
Eksperymentował i dokonywał odkryć w tej dziedzinie oraz zgłębiał tajniki natury. Autor wielu pomysłów dotyczących homeopatii, m.in. proponował umieszczenie w probówce 1 peletki nasączonej spotęgowanym roztworem substancji leczniczej między dużą ilością nienasączonych peletek, twierdząc że w ten sposób wszystkie peletki staną się aktywne leczniczo, o czym doniósł w liście Hahnemannowi w 1829.

### Metoda na wylew
Zainicjował stosowanie wysokich potencji homeopatycznych oraz opracował szybki i tani sposób ich sporządzania, który wymagał użycia tylko 1 naczynia. Ten sposób przyrządzania setnych potencji homeopatycznych nazywany jest do dzisiaj metodą Korsakowa lub metodą na wylew albo metodą jednego naczynia. Potencje homeopatyczne wykonane w ten sposób są oznaczane symbolem K pochodzącym od nazwiska Korsakowa, np. 200K, MK, 10MK.
Napisał pięć książek, które zawierają opisy leków alopatycznych i homeopatycznych zastosowanych w konkretnych przypadkach klinicznych.
Podczas epidemii cholery w 1830 i 1847 pełnił funkcję lokalnego inspektora zdrowia, nadzorując pracę szpitali dla chorych na cholerę oraz zbierając dane statystyczne dotyczące skuteczności homeopatycznych (Veratrum) i uniwersyteckich metod leczenia cholery w celach naukowych i porównawczych.